# Anuncio de Señales y Frenado Automático

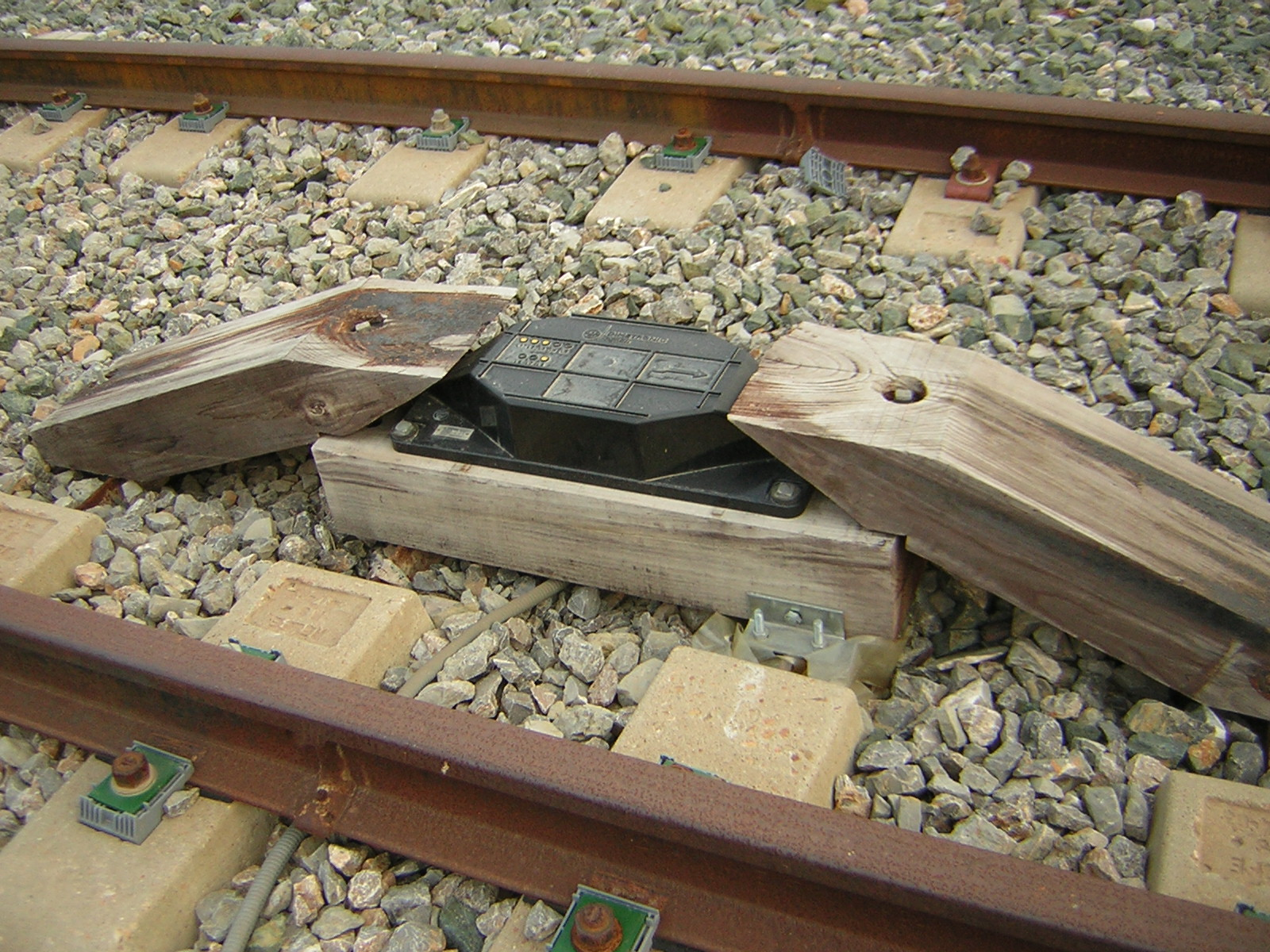
Baliza del sistema ASFA.

El ASFA (Anuncio de Señales y Frenado Automático) es un sistema de alarma automático ampliamente difundido en la red ferroviaria española. Consiste en un mecanismo que avisa al maquinista del estado de la próxima señal y detiene al tren en caso de que fuera a rebasar una señal con la luz roja.    
Consta de dos balizas en medio de la vía. La primera avisa al maquinista del estado de la señal.  La segunda detiene el tren en caso de un rebase inminente indebido de señal. 
En tren se sitúan 3 componentes básicos, el detector, en la parte baja del tren, el panel eléctrico y el panel de control dentro del tren. 
Cuando el tren pasa por la baliza,  el detector manda una señal que avisa al maquinista mediante pitidos de diferente duración y una luz, el estado de la señal.   

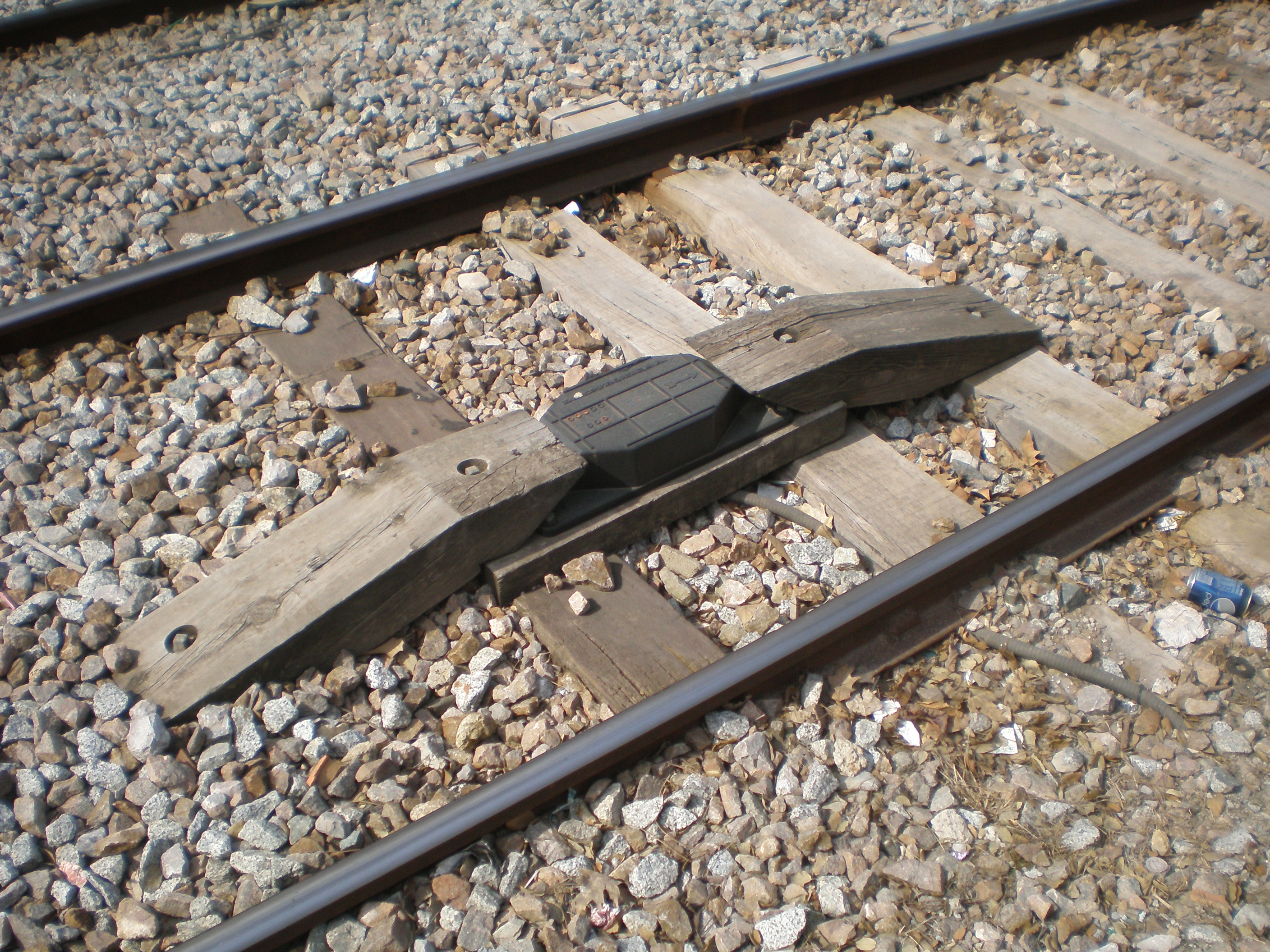
Baliza ASFA en la estación de Mollet-Santa Rosa (Mollet del Vallès, Vallés Oriental, provincia de Barcelona).

## Implantación
El sistema fue encargado por RENFE en los años 70. Por entonces las redes ferroviarias de otros países ya disponían anteriormente de sistemas parecidos, lo que le permitió al ASFA un mayor avance tecnológico que sus competidores.
Fue progresivamente implantado en todas las líneas de RENFE, desde las líneas principales hasta alcanzar prácticamente toda la red ferroviaria española, de modo que apenas quedan unas pocas líneas sin el sistema ASFA instalado. También está ampliamente implantado en la Red de Ancho Métrico (RAM), (Anteriormente perteneciente a FEVE), y en la red de FGV.
En 2005 se inició por parte de Adif un proceso de renovación en el sistema, en lo que se dio a conocer como «ASFA Digital». Los cambios en el nuevo sistema no afectan a las balizas, que siguen transmitiendo su información de forma analógica, sino al equipo de procesado de la señal en el tren, que al ser digital permite la utilización de curvas de frenado o una mejor representación en cabina de las señales reconocidas.
La interoperatividad entre las redes de diferentes países a la que se dirige la Unión Europea se ve restringida por el uso de sistemas como el ASFA, que no pueden ser reconocidos por los trenes de otros países que entren en la red española. Por ello se está implantando progresivamente el sistema de control único europeo ETCS, que en su nivel 1 dispone de un modo de transmisión de la información muy similar al ASFA (transmisión puntual de información), aunque las funciones realizadas por el ETCS son tecnológicamente más avanzadas y seguras. Ambos sistemas son compatibles entre sí y pueden utilizarse en una misma línea simultáneamente.
Los ASFA que existen son los siguientes:
- ASFA "clásico" (apto hasta 160 km/h).
- ASFA FAP (versión de FGC).
- ASFA 200 (apto hasta 200 km/h).
- ASFA 200 AV.
- ASFA digital

En la actualidad, las autoridades ferroviarias trabajan en la implementación del sistema ASFA v4.2, que está diseñado para ser compatible con el ERTMS (European Rail Traffic Management System) en su Nivel 1, algo que versiones anteriores no permitían. La actualización a ASFA 4.2 se considera crucial porque permite una supervisión continua y automática de la velocidad del tren y aplica el frenado de emergencia si el conductor no responde a tiempo, elevando significativamente la seguridad en las líneas convencionales de la red ferroviaria.En las recomendaciones técnicas como la 3/2024  de los últimos años, la Agencia Estatal de Seguridad Ferroviaria, así como ADIF a través de su Declaración de la Red, han fijado los periodos de actualización definitiva a este sistema, en toda la Red Ferroviaria de Interés General (RFIG) con fechas límite en torno a 2027 y 2029. 

## Funcionamiento
El sistema se compone de dos equipamientos, uno situado junto a cada señal y compuesto principalmente por una baliza que transmite el estado de esa señal, y un equipo a bordo del tren que lo detiene si no se actúa conforme a las señales.

### Balizas
Las balizas se sitúan en el eje de la vía, entre los dos carriles, unos 5 metros antes de la señal y protegidas por una cuña generalmente de madera a cada lado que hacen a las balizas ASFA muy fácilmente identificables. Transmiten pasivamente una radiofrecuencia determinada entre 55 kHz y 135 kHz según el estado de la señal a la que acompañan. Las balizas tienen la capacidad de transmitir en 9 frecuencias diferentes, cada una de las cuales indica un estado de la señal adyacente, pero tan solo se utilizan 5 indicaciones:
| Nombre | Frecuencia | Indicación                         |
| ------ | ---------- | ---------------------------------- |
| L1     | 60 kHz     | Anuncio de parada o similar        |
| L2     | 64 kHz     | Vía libre condicional              |
| L3     | 68,3 kHz   | Vía libre o paso a nivel protegido |

| Nombre | Frecuencia | Indicación              |
| ------ | ---------- | ----------------------- |
| L7     | 88,5 kHz   | Próxima señal en parada |
| L8     | 95,5 kHz   | Parada                  |
| Alarma | 99,3 kHz   | Error                   |

Para evitar que un tren sobrepase una señal de parada no es suficiente con que el tren realice una parada de emergencia si sobrepasa la baliza, porque la distancia de frenado llevaría al tren a detenerse una vez pasada la señal cerrada. Por ello, en señales que pueden indicar parada se sitúa una segunda baliza, denominada «baliza previa», unos 300 metros antes de la señal. Es obligatorio que al pasar por la baliza previa el tren haya reducido su velocidad por debajo de un valor que depende del tren, generalmente 60 km/h, como indicación de que el tren se está preparando para detenerse ante la señal cerrada.

### Equipo en el tren
El tren dispone bajo el bastidor de un captador, situado en la parte delantera y a la derecha en el sentido de la marcha. El captador dispone de un oscilador que oscila a una determinada frecuencia, y que al pasar sobre la baliza pasa a oscilar a la frecuencia de resonancia del circuito de la baliza. Esto permite, en comparación con una antena que sencillamente detecte una frecuencia emitida, evitar la necesidad de que la baliza reciba alimentación eléctrica de forma continua.
La frecuencia obtenida se envía a un armario de control. En cabina, se activa una señal luminosa y en ocasiones acústica que indica el estado de la señal. El agente de conducción debe confirmar en menos de 3 segundos pulsando un botón que ha entendido la señal. Si la señal indicaba alguna limitación, el tren debe comenzar a adaptarse a la limitación en un tiempo determinado o se produce una frenada de emergencia. La frenada de emergencia se produce directamente si la baliza pasada indicaba parada, o si una baliza previa indicaba próxima señal en parada y la velocidad a la que se circula no es inferior a la necesaria para detener el tren.
Si se produce el frenado automático del tren, el agente de conducción no puede recuperar el control hasta que el tren se encuentre completamente detenido y se complete un proceso de rearmado manual.

### Vídeos
- Funcionamiento de ASFA (Renfe, 1983)
- Sonidos del ASFA (Renfe)

- Datos: Q297630